# ジョー・セラフィニ
ジョー・セラフィニ（英語: Joe Serafini、1998年1月22日 - ）は、アメリカ合衆国の俳優。ディズニープラスにて配信されたハイスクール・ミュージカル:ザ・ミュージカル（略称:hsmtmts）にてセブ・マシュー・スミス役を演じた。

## 幼少期
セラフィニはピッツバーグの郊外であるベセルパークにて生まれた。
彼は長くの間、ピッツバーグCLOアカデミーにてパフォーマーとして活躍、ボーカルグループのツアー「ミニ スターズ」との共演も果たし、給付型奨学金の獲得を果たした。彼は、2016年にベセルパーク高等学校を卒業した。その後、ミシガン大学に進学、2020年に卒業した。

## 私生活
2020年、セラフィニは「自分にもしもラベルをつけなければいけないのなら、バイセクシャルだ」とカミングアウトした。2019年より、ハイスクール・ミュージカル:ザ・ミュージカルにて共演した俳優であり、作品内でもカップル役を務めたフランキー・ロドリゲスと私生活でも恋人関係となった。